# Alfredo Far
Alfredo Far Gianopoulos (25 de mayo de 1972) es un exluchador panameño que compitió en los Juegos Olímpicos de 1996.

## Biografía
Alfredo Far calificó para los Juegos Olímpicos de 1996 y fue nominado para los Juegos de Atlanta por el Comité Olímpico de Panamá. Allí compitió en categoría libre en la categoría de hasta 130 kg. Después de perder ante Feng Aigang de China y Alexander Kowalewski de Kirguistán, fue eliminado de la competencia y terminó en el puesto 16. Dos años después de participar en los Juegos Olímpicos, ganó la medalla de plata en estilo libre en la categoría de 130 kg en los Juegos Centroamericanos y del Caribe de 1998, que se celebraron en la ciudad venezolana de Maracaibo. También consiguió la medalla de bronce en estilo grecorromano en la categoría de 130 kg. Ocho años después, Alfredo Far consiguió otra medalla de plata en estilo libre en la categoría de 120 kg en los Juegos Centroamericanos y del Caribe de 2006, que se celebraron en la ciudad colombiana de Cartagena.

## Vida personal
Es padre de la nadadora panameña María Far, quien participó en los Juegos Olímpicos de 2016 en Río de Janeiro.